# Хасянова, Эльвира Рамилевна
Эльвира Рамилевна Хасянова (род. 28 марта 1981, Москва) — российская синхронистка. Заслуженный мастер спорта России. Трёхкратная олимпийская чемпионка (2004, 2008, 2012), многократная чемпионка мира и Европы, обладательница Кубка мира и Европы. Член Зала славы мирового плавания.

## Биография
Пришла в синхронное плавание в семь лет. В 1988—2001 годах тренировалась в московской школе синхронного плавания «Труд». С 1994 по 1998 год выступала за юношескую сборную России, завоевав золотые награды на чемпионатах мира и Европы среди юниоров. В 1999 году стала членом взрослой сборной команды. 
Начиная с 2001 года и до конца карьеры занималась в МГФСО, достигнув основных спортивных успехов. Победительница групповых соревнований в рамках афинской, пекинской и лондонской Олимпиад. Становилась чемпионкой мира в 2001, 2003, 2005, 2007 и 2011 годах. В 2012 году завершила профессиональную карьеру.
В 2015 году эмигрировала в США, где стала помощником тренера сборной США по синхронному плаванию. Помимо этого, работала тренером в Стэнфордском университете и в клубе «Walnut Creek Aquanuts». В 2021 году введена в Зал славы мирового плавания. Замужем, родила дочь Софию (2013) и сына Вариса (2021).

## Государственные награды
- Орден «За заслуги перед Отечеством» IV степени (13 августа 2012 года) — за большой вклад в развитие физической культуры и спорта, высокие спортивные достижения на Играх XXX Олимпиады 2012 года в городе Лондоне (Великобритания)[4]
- Орден Почёта (2 августа 2009 года) — за большой вклад в развитие физической культуры и спорта, высокие спортивные достижения на Играх XXIX Олимпиады 2008 года в Пекине[5]
- Орден Дружбы (4 ноября 2005 года) — за большой вклад в развитие физической культуры и спорта, высокие спортивные достижения на Играх XXVIII Олимпиады 2004 года в Афинах[6]